# Église Notre-Dame-de-Beauvoir
L'église de Notre-Dame-de-Beauvoir est une église de style roman située à Istres dans le département français des Bouches-du-Rhône.

## Historique
L'église romane fait l'objet d'une inscription au titre des monuments historiques depuis le 14 octobre 1997.

## Architecture

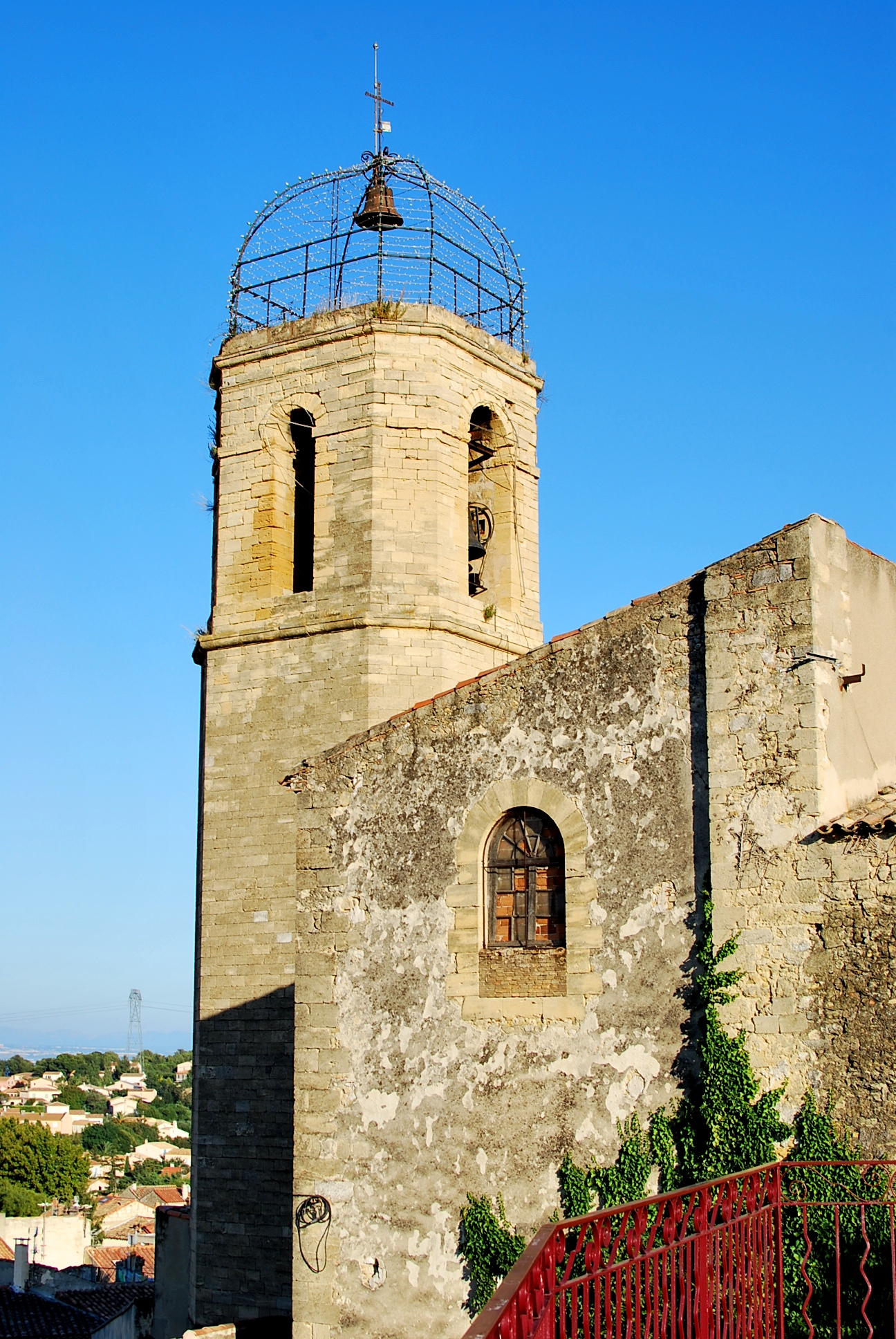
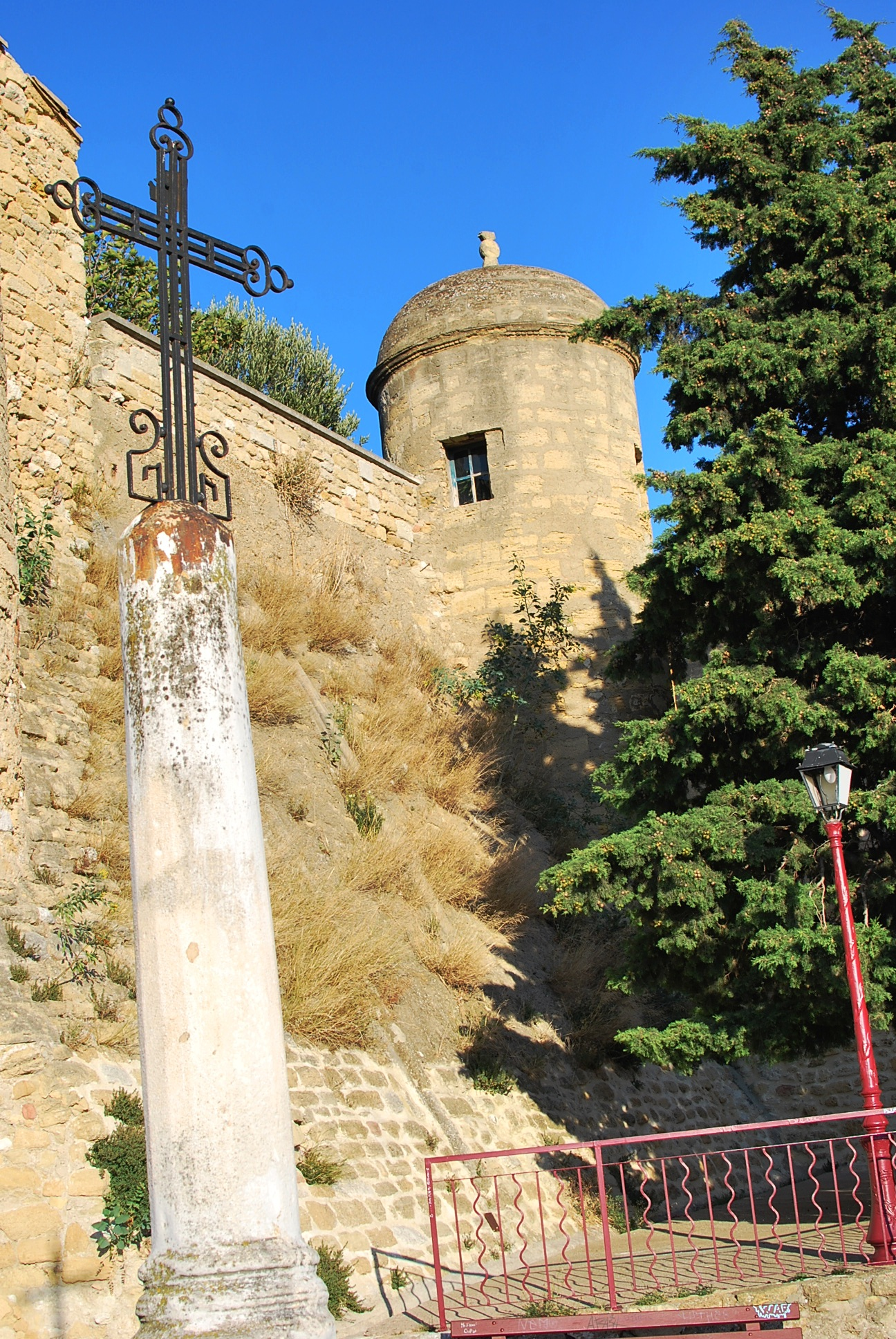
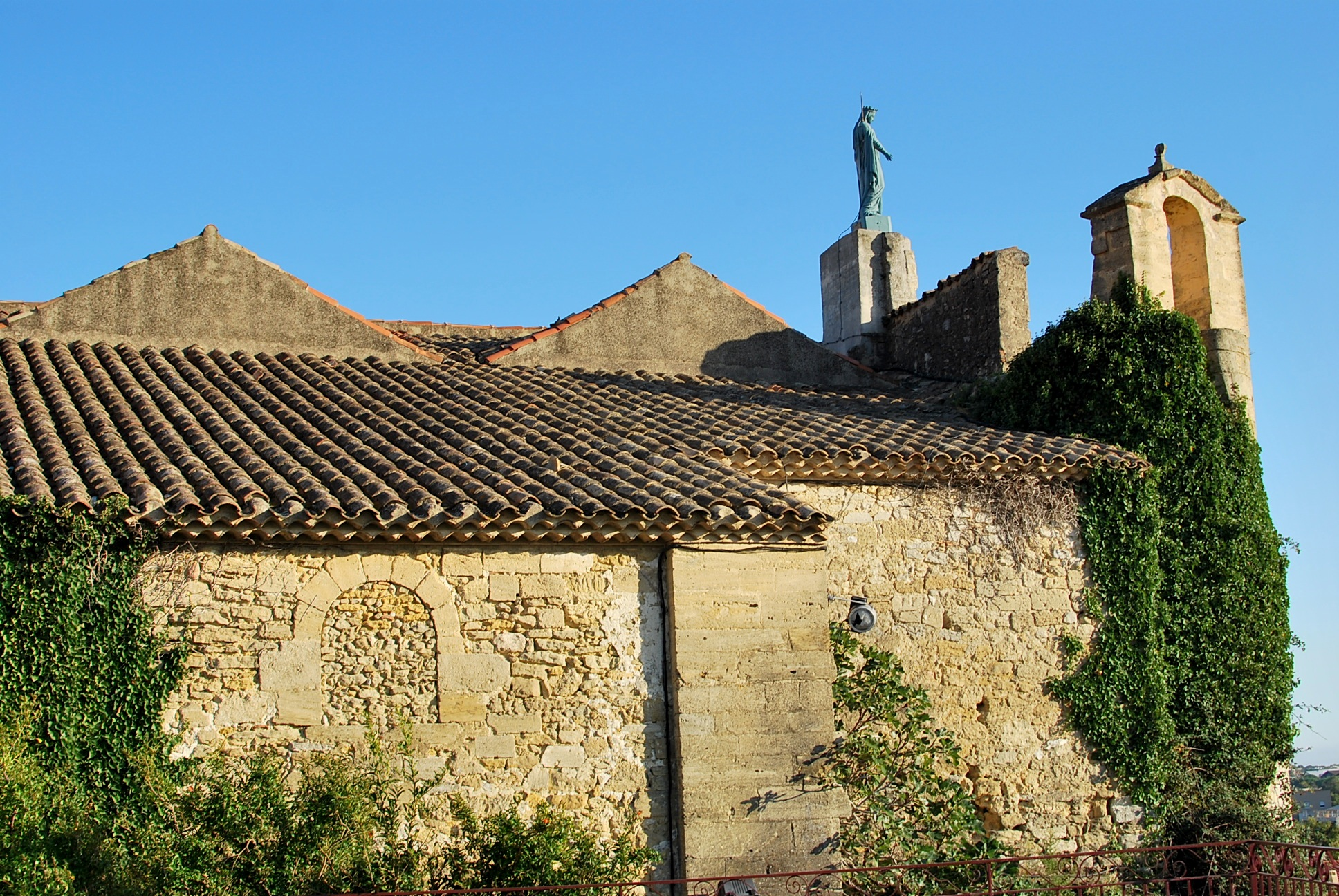